# Tapa (Tapa)
Tapa (deutsch Taps) ist eine Stadt im Norden Estlands 80 km südöstlich von Tallinn und Verwaltungssitz der Gemeinde Tapa, in der sie liegt.
Tapa ist bekannt als Wurst-, Eisenbahn- und Soldatenstadt.
Tallinn ist 80 km, Tartu 120 km und Narva 150 km entfernt. 

## Geschichte
Die Entstehung von Tapa ist auf die Eisenbahnstrecke Tallinn – Sankt Petersburg zurückzuführen, die am 24. Oktober 1870 mit einem großen Fest der Baltischen Eisenbahn eröffnet wurde.
Der Bau der Strecke Tapa (Taps) – Dorpat begann im Jahr 1875, und am 21. August 1876 fuhr der erste Zug von Reval (estnisch: Tallinn) aus über Taps nach Dorpat (estnisch: Tartu).
Heute werden die Strecken von Eesti Raudtee (Estnische Eisenbahn) betrieben.
Tapa wuchs schnell als Siedlung der Bahnarbeiter. Weil der Bahnhof auf dem Land des Gutsbesitzers Taps gebaut wurde, erhielt sie seinen Namen.

### Einwohnerentwicklung
Bei der ersten Volkszählung 1922 wurden 2.398 Einwohner gezählt. Bei der Volkszählung 1986 waren es 10.395. Nachdem das sowjetische Militär 1993 abzog, ging die Einwohnerzahl stark zurück.
| Jahr      | 1922  | 1934  | 1959  | 1970   | 1979   | 1989   | 2000  | 2005  | 2010  | 2015  | 2020  | 2021  |
| --------- | ----- | ----- | ----- | ------ | ------ | ------ | ----- | ----- | ----- | ----- | ----- | ----- |
| Einwohner | 2.398 | 3.751 | 8.001 | 10.037 | 10.851 | 10.439 | 6.799 | 6.585 | 6.371 | 5.706 | 5.286 | 5.168 |

## Politik (bis 2005)

### Bürgervorsteher
- 1930–1934: August Pallon
- 1934–1940: Helmi Kaber
- 1993–1996: Rain Sepping
- 1996–1999: Algur Kaerma
- 1999–2001: Ilmar Müür
- 2001–2005: Algur Kaerma

### Bürgermeister
- 1927–1929: Ernst Grimm (Krimm)
- 1929–1930: Johannes Ruuse
- 1930–1935: Tõnis Rähn
- 1935–1940: Jaan Maidre (Name bis 1936: Felix-Eduard Märtin / Martin)
- 1991–1996: Raivo Raid
- 1996–1997: Garri Raagmaa
- 1997–2001: Voldemar Nellis
- 2001–2005: Kuno Rooba

Ende 2005 entstand die Gemeinde Tapa durch die Fusion der Stadt Tapa mit den Gemeinden Lehtse und Saksi.

## Wirtschaft und Infrastruktur

### Eisenbahn
Tapa ist ein wichtiger Eisenbahnknotenpunkt Estlands.
Operail betreibt in der Stadt ein Eisenbahndepot. Entsprechend einer Entscheidung aus dem Jahr 2019 wird dort aktuell vor allem die Reparatur und der Umbau von Lokomotiven durchgeführt. So konnte man sich in den letzten Jahren durch den Umbau der estnischen GE C30-7 und dem Umbau einer GE C36-7 auf Flüssiggasantrieb einen Namen machen.

### Militär
In Tapa ist das Hauptquartier und der Großteil der Verbände der ersten Brigade des estnischen Heeres stationiert. Zudem hat auch die EFP-Battlegroup Estonia ihren Sitz auf der nach den 1990ern ausgebauten Militärbasis, auf dem Gelände des ehemaligen sowjetischen Militärflugplatzes Tapa.

### Sonstige Bauwerke
- Die Evangelisch-Lutherische Jakobskirche wurde 1832 errichtet.
- Die Orthodoxe Kirche Johannes des Täufers wurde von 1901 bis 1904 nach dem Entwurf von Vladimir Lunski gebaut.

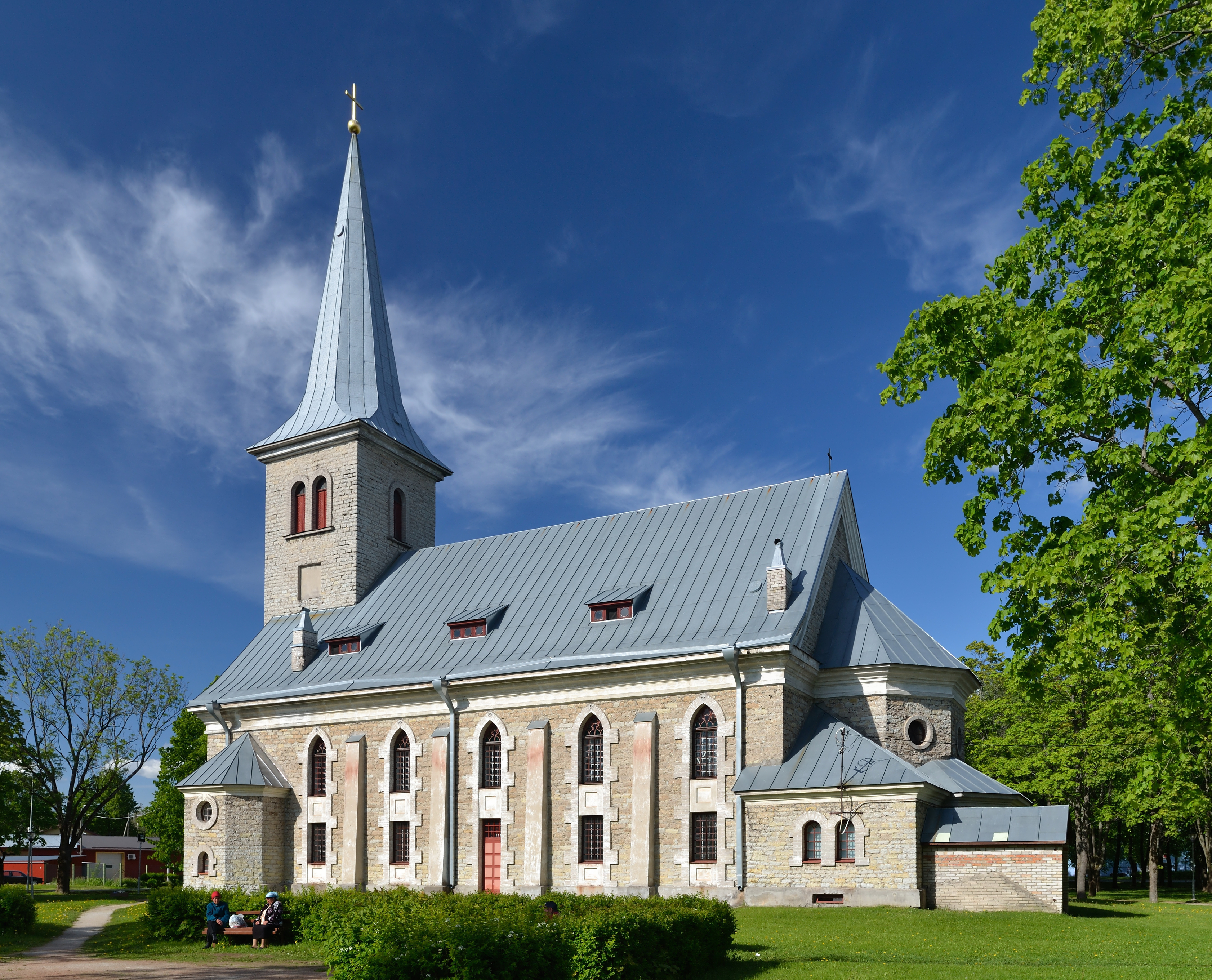
Jakobskirche
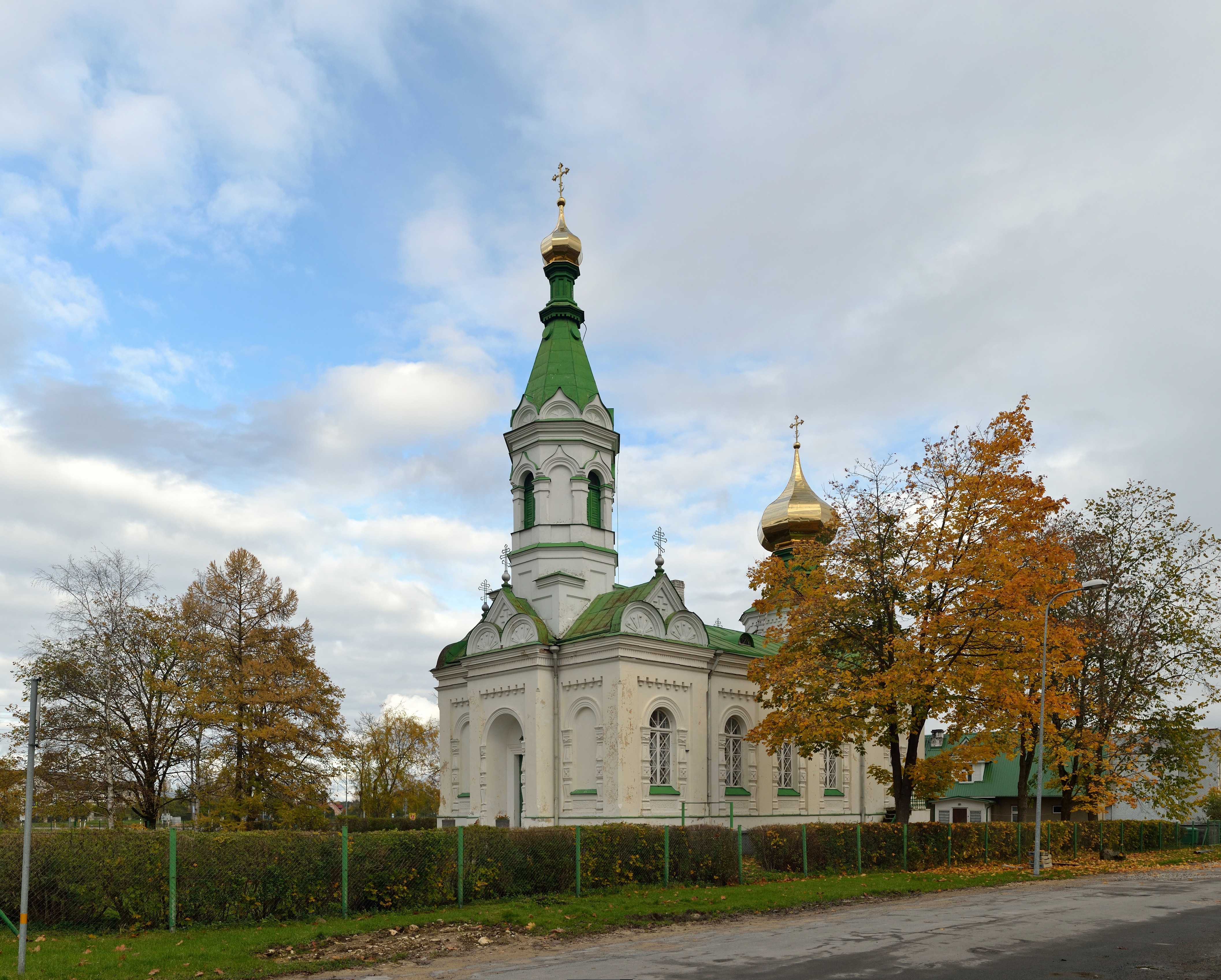
Kirche Johannes des Täufers
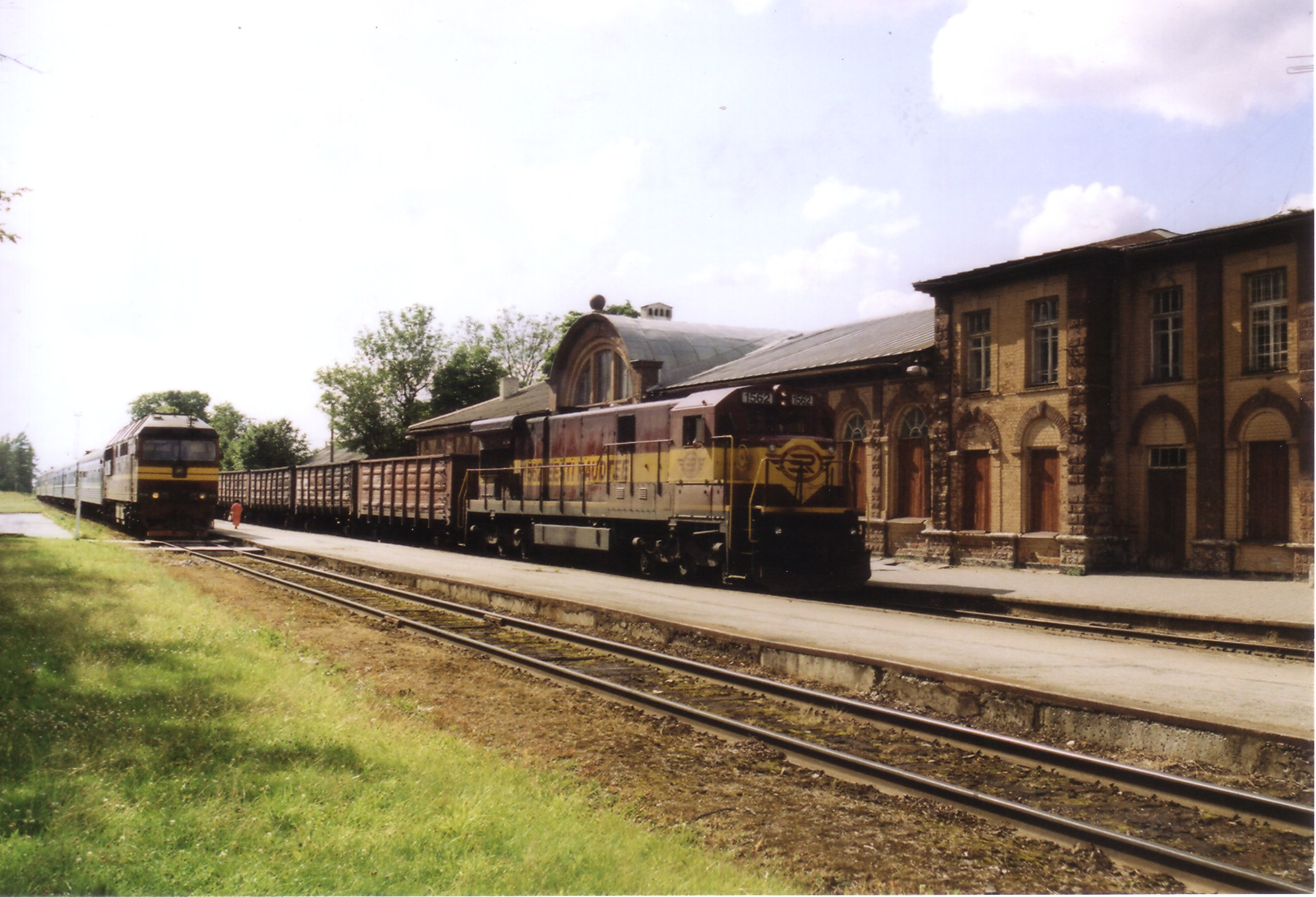
Bahnhof
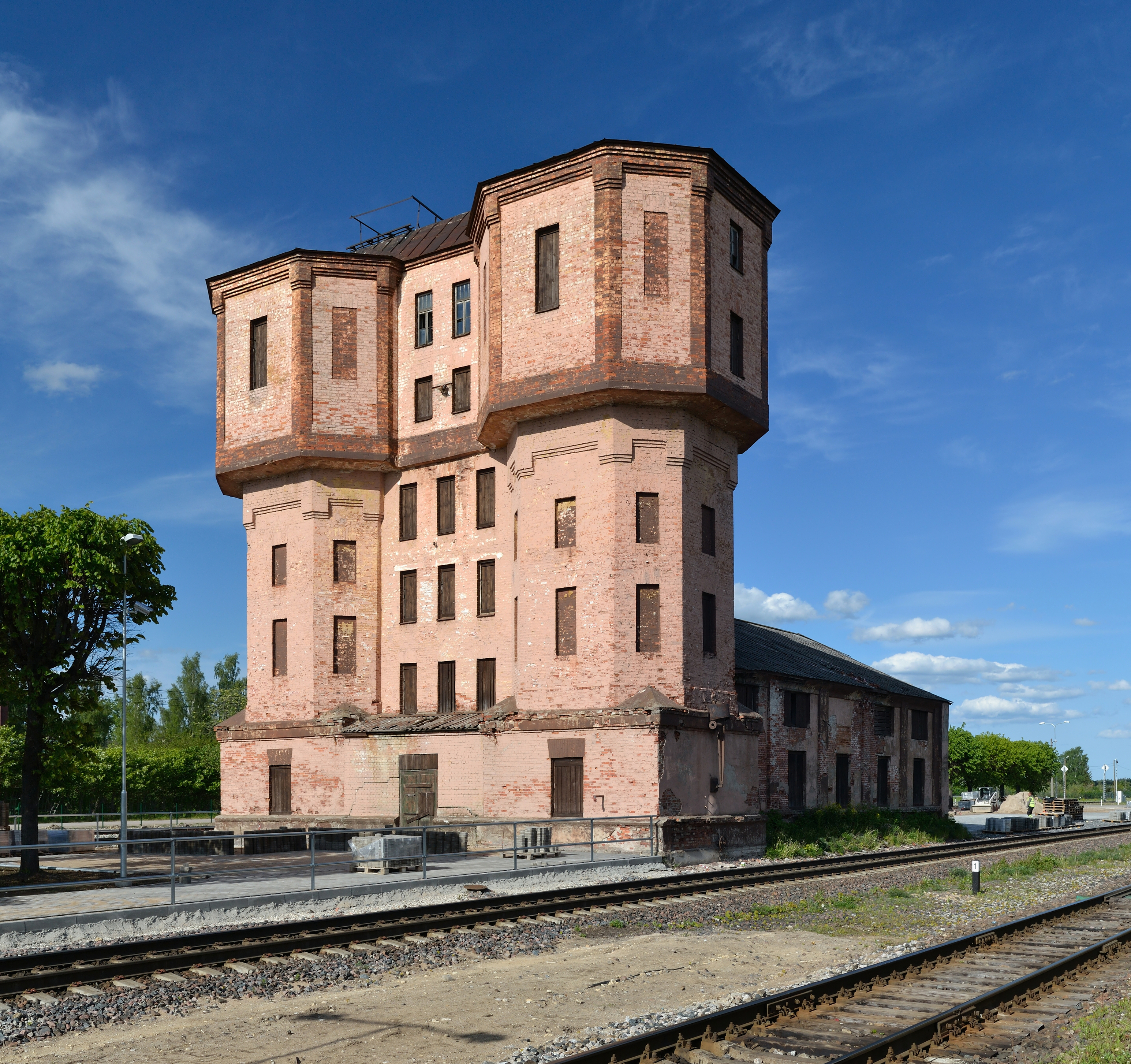
Bahnwasserturm